# Riu Taedong

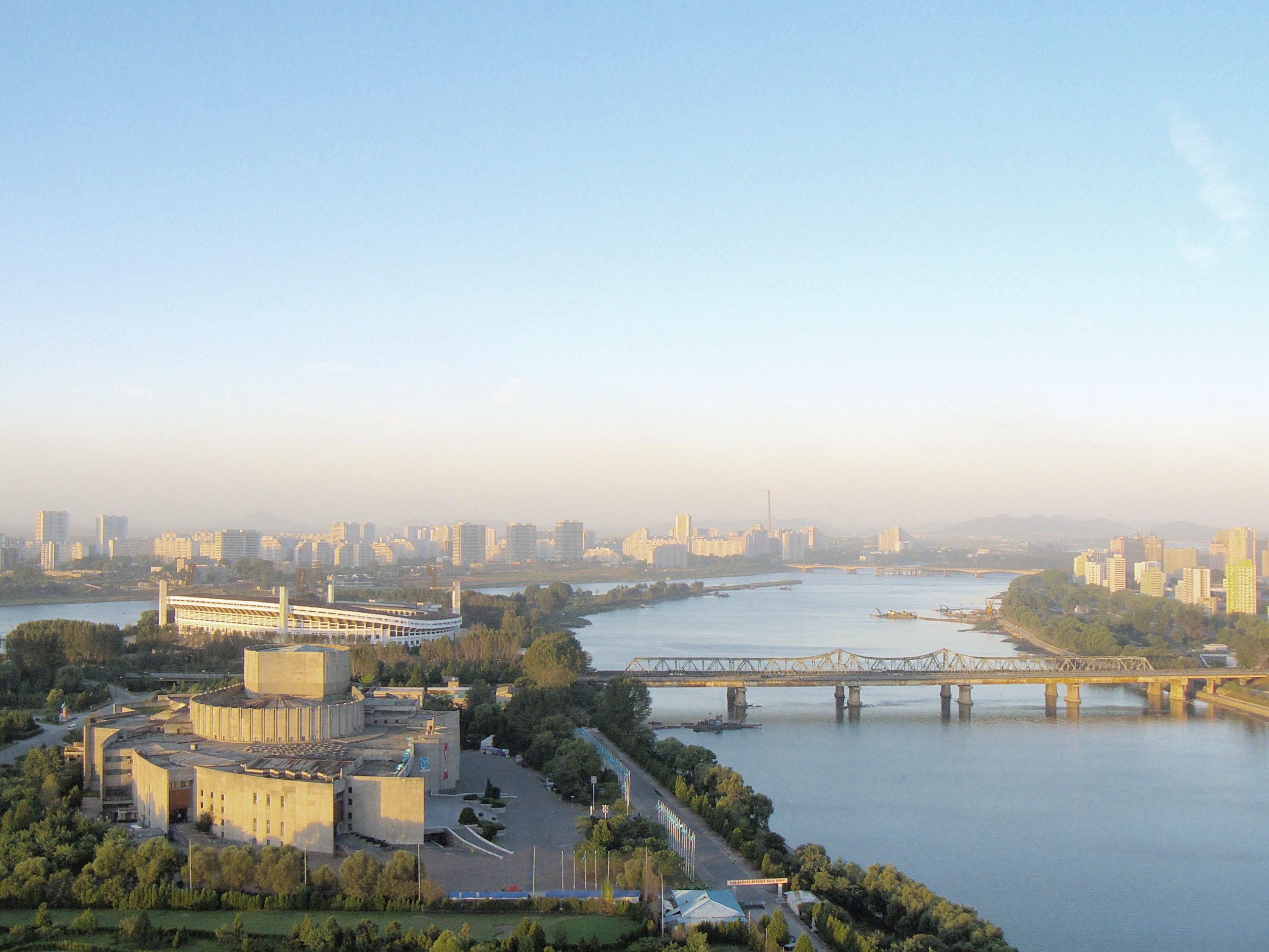
Una altra vista del riu Taedong al seu pas per Pyongyang, amb l'illa de Yanggakdo

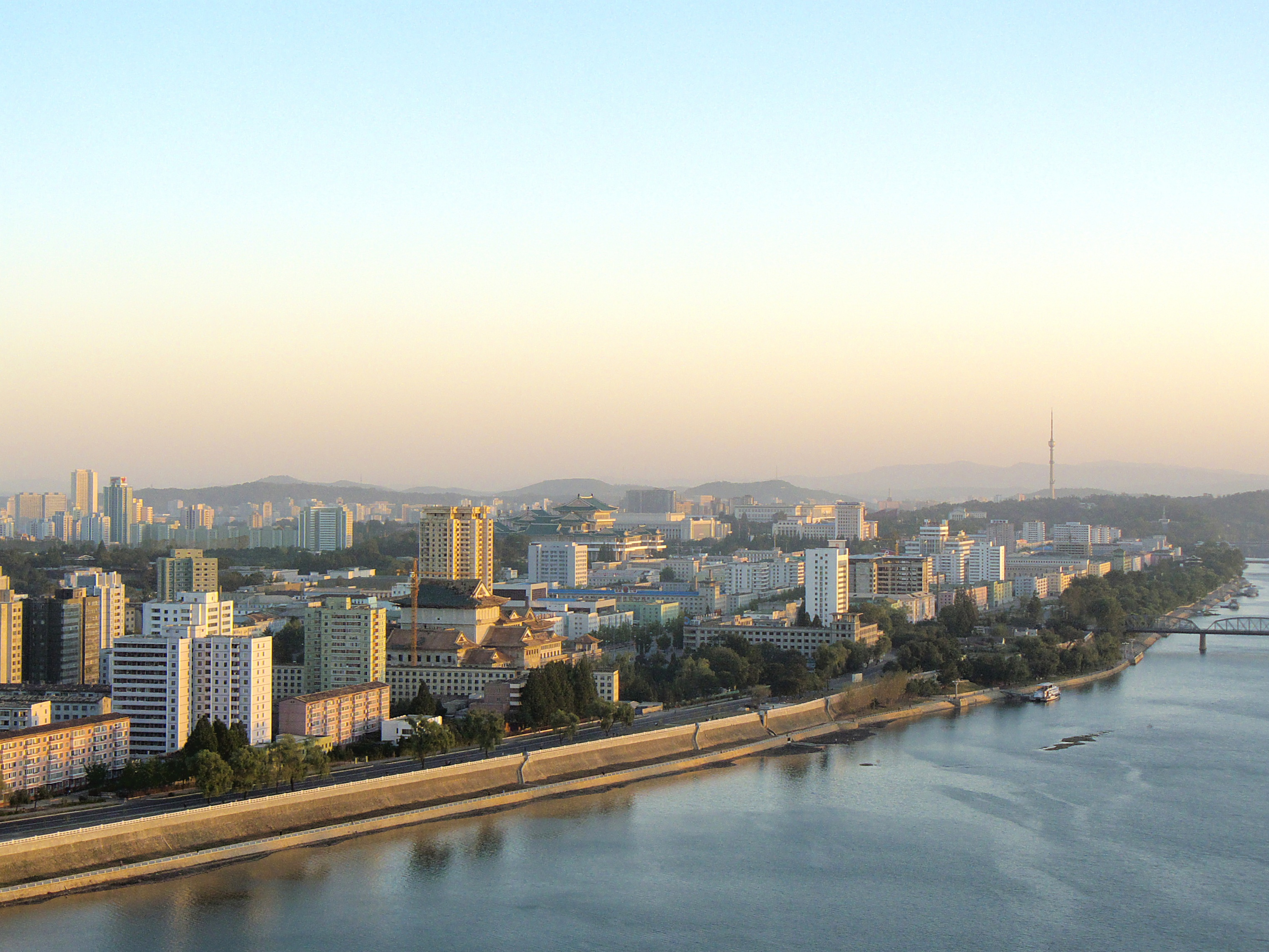
Una altra vista del riu Taedong a Pyongyang

Taedong (Hangul: 대동강, Hanja: 大同江) és un riu que flueix íntegrament a través de Corea del Nord. Neix a les muntanyes Rangrim al nord de país. Recorre el país en direcció sud-oest, desembocant a la badia de Corea, a la ciutat de Nampo. Abans de la seva desembocadura travessa la capital, Pyongyang. Al llarg del riu hi ha punts de referència com la Torre Juche o la plaça Kim Il-sung. Antigament el riu era també conegut amb el nom de riu Pae (浿江).
El riu té 439 km de longitud i és generalment profund. És el cinquè riu més llarg de la península coreana i el segon de Corea de Nord. Pyongyang es troba a uns 110 km de la desembocadura, Sunchon a 192 km i Taehŭng a 414 km. A causa de la seva profunditat, s'utilitza molt per al transport fluvial; és navegable per grans vaixells fins a 65 km terra endins, encara que la major part del tràfic comercial s'atura a Songrim.

## Història
En les seves ribes es va fundar el regne de Koguryö. Al llarg del riu s'han trobat nombrosos jaciments arqueològics que daten del Neolític i l'edat del bronze, i també relíquies i ruïnes de Koguryö. També se'l coneixia com el riu Pae (패수; 浿水; P'aesu).